# Cecil Browning
Cecil Le Cronier Browning (Hampstead, 29 gennaio 1883 – Westminster, 23 marzo 1953) è stato un tennista britannico.
Ha partecipato alle Olimpiadi di Londra del 1908 nella specialità del racquets, vincendo un argento nel doppio insieme a Edmund Bury.

## Palmarès
- Olimpiadi

Londra 1908: argento nel doppio nella specialità racquets.